# Cooperativa di consumo
Una cooperativa di consumo è una società cooperativa tra consumatori per ottenere prodotti di consumo a prezzi migliori di quelli di mercato. Le persone (consumatori) che si uniscono per formare una cooperativa di consumatori vengono chiamati soci perché sono a tutti gli effetti i veri proprietari della cooperativa. Per iscriversi all'Albo nazionale degli enti cooperativi e godere delle agevolazioni esistenti devono avere almeno 50 soci.

## Caratteristiche

Consorzio delle Cooperative di consumatori italiane

Tali cooperative hanno come principio cardine la mutualità, cioè l'aiuto, l'assistenza e il supporto reciproco tra soci, per ottenere un miglioramento complessivo degli standard di vita.
Il comma 4 dell'art. 23 della legge Basevi dispone che "nelle cooperative di consumatori non possono essere ammessi, come soci, intermediari e persone che conducano in proprio esercizi commerciali della stessa natura della cooperativa" quindi proprietari di aziende concorrenti. 
In Italia numerose cooperative di consumatori si sono unite in un consorzio di cooperative chiamato Coop Italia, il quale si occupa di gestire per conto delle cooperative aderenti gli acquisti, i test di qualità sui prodotti, le campagne pubblicitarie e molto altro. Un altro ente che rappresenta le cooperative di consumatori in Italia è l'Associazione Nazionale delle Cooperative di Consumatori.

## Attività svolte
Le Cooperative di consumatori si occupano principalmente di:
- acquisto di generi di consumo, merci, servizi, prodotti ed articoli di ogni natura e tipo;
- produzione, manipolazione e trasformazione di generi di consumo, merci, prodotto e articoli di ogni tipo e natura;
- distribuzione a consumatori soci e non soci;
- organizzazione ed erogazione ai consumatori, soci e non soci, di servizi accessori all'acquisto ed alla distribuzione, mediante la creazione di punti vendita fissi o mobili, o mense e magazzini;
- promozione ed altre attività che favoriscano la tutela, l'informazione, l'educazione igienico sanitaria ed alimentare del consumatore e la qualificazione dei consumi;
- raccolta di piccoli prestiti, limitata ai soli soci ed effettuata solamente ai fini del conseguimento dell'oggetto sociale.